# Dreams (To remember)
Dreams (To remember) is een muziekalbum van Piet Veerman uit 1995. Het stond 13 weken in de Album Top 100 met nummer 7 als hoogste notering. Al gastmusici speelden Hans Eijkenaar en Rocq-e Harrell mee.

## Nummers
| Nummer | Naam                        | Duur |
| ------ | --------------------------- | ---- |
| 1.     | You better move on          | 3:15 |
| 2.     | Tears on my pillow          | 3:07 |
| 3.     | My girl                     | 3:02 |
| 4.     | Under the boardwalk         | 2:48 |
| 5.     | If you give me your heart   | 4:56 |
| 6.     | Homely girl                 | 3:45 |
| 7.     | Heaven stood still          | 3:02 |
| 8.     | I've got dreams to remember | 4:10 |
| 9.     | Stand by me                 | 3:36 |
| 10.    | A place in the sun          | 4:00 |
| 11.    | Wind beneath my wings       | 3:50 |
| 12.    | Cupid                       | 3:54 |
| 13.    | Warm and tender love        | 3:54 |